# Aleksej Nikančikov
Aleksej Vladimirovič Nikančikov (in russo Алексей Владимирович Никанчиков?; Chabarovsk, 30 luglio 1940 – Minsk, 28 gennaio 1972) è stato uno schermidore sovietico, vincitore di una medaglia d'argento nella scherma ai giochi olimpici.